# Nantucket
Nantucket är en ö som hör till den amerikanska delstaten Massachusetts. Ön ligger omkring fem mil söder om Cape Cod. 
Tillsammans med de mindre öarna Tuckernuck och Muskeget utgör den kommunen (town) Nantucket och Nantucket County. Kommunen (town) utövar även sekundärkommunala funktioner. År 2010 hade Nantucket County 10 172 invånare. Countyts totala yta är 786 km² (124 km² är land, 663 km² är vatten). Kommunens totala yta är 272,6 km² varav 123,8 km² är land, 148,8 km² är vatten.
Nantucket är en populär turistdestination och sommarkoloni. Dess befolkning ökar under dessa sommarmånader från omkring 10 000 bofasta till totalt drygt 55 000 invånare. Enligt tidningen Forbes hade Nantuckets postnummer (02554) år 2004 de högsta medianförsäljningspriserna vad gäller fastigheter i delstaten Massachussetts.
I romanen Moby Dick författad av Herman Melville är Nantucket utgångspunkt för den valfångarbåt som berättaren befinner sig på. Valfångsten var under lång tid den viktigaste näringen på ön men minskade i betydelse under 1800-talet. Den stora branden 1846 som ödelade en stor del av bebyggelsen bidrog till detta.
Nantucket förekommer i limerickar med obscent innehåll, eftersom den går att rimma på "fuck it" och "suck it". Det har blivit så etablerat limerickarna sällan reciteras färdigt utan skämtet stoppas efter första meningen, till exempel "There was an old man of Nantucket...".